# Boris Sagal
Boris Sagal (n. 18 octombrie 1923, Ekaterinoslav, RSS Ucraineană, URSS – d. 22 mai 1981, Timberline Lodge⁠(d), Oregon, SUA) a fost un regizor ucraineano-american de film și televiziune.

## Începuturile carierei
Născut în orașul Ekaterinoslav din RSS Ucraineană (cunoscut acum numele de Dnipro și inclus în Ucraina) într-o familie evreiască, Sagal a imigrat în Statele Unite ale Americii. A regizat câteva episoade ale serialelor de televiziune Zona crepusculară, T.H.E. Cat, Alfred Hitchcock prezintă..., Night Gallery, Columbo („The Greenhouse Jungle” (1972) și „Candidate for Crime” (1973)), Peter Gunn și The Man from U.N.CL.E.. De asemenea, a regizat în 1972 adaptarea pentru televiziune a piesei The Scarecrow a lui Percy MacKaye, care a fost difuzată de PBS. El a fost nominalizat la patru premii Primetime Emmy pentru regizarea unor episoade ale serialelor Rich Man, Poor Man și, postum, Masada.
Sagal a regizat filmul science-fiction clasic Omul Omega (1971), cu Charlton Heston în rol principal, și The Dream Makers.
Este decernată o bursă care-i poartă numele la Festivalul de Teatru Williamstown din Massachusetts.
Cu puțin timp înainte de moartea sa, miniserialul Masada a fost difuzat de ABC.

## Viața personală
Sagal era evreu. El este tatăl lui Katey, Joey, David, Jean și Liz, cu prima sa soție, Sara Zwilling, care a murit în 1975. Norman Lear, care era prieten cu Boris și a fost nașul lui Katey, i-a prezentat-o pe Sara lui Boris, așa cum au afirmat atât Katey, cât și Norman în 2016; Sara era controlorul scenaristic al lui Norman Lear în perioada în care el scria scenariul spectacolului radiofonic de varietăți The Martin și Lewis Show. Cea de-a doua sa soție a fost Marge Champion, cu care a fost căsătorit de la 1 ianuarie 1977 până la moartea lui.

## Moartea
Sagal a fost ucis într-un accident în timpul producerii miniserialului World War III, când a fost parțial decapitat după ce a intrat în zona de acțiune a palelor rotorului anticuplu ale unui elicopter în parcarea hotelului Timberline Lodge din Oregon. O anchetă a scos în evidență faptul că el s-a îndreptat în direcția greșită atunci când a coborât din elicopter. A murit cinci ore mai târziu într-un spital din Portland.
Este înmormântat în cimitirul Forest Lawn Memorial Park din Hollywood Hills.

## Legături externe
- Boris Sagal la Internet Movie Database
- Boris Sagal la Find a Grave